# سليم الحص
سليم أحمد الحص (1348- 1446 هـ / 1929- 2024 م) سياسي وخبير اقتصادي لبناني، وكاتب مؤلف. شغل منصب رئاسة الوزراء خمس مرَّات، وانتُخب عضوًا في مجلس النواب لدورتين متتاليتين. سعى منذ اغتيال رفيق الحريري إلى تحقيق التوافق بين الأطراف السياسية بطرحه مبادرات تسوية على الرغم من اتهام خصومه له بمحاباة المُوالين لسوريا. وكان يُعَد من أشدِّ المعارضين لرفيق الحريري ولمشروعه. حاول حين ترؤسه الحكومة الأولى بعهد الرئيس إميل لحود أن يلاحقَ كل رجال الحريري الذين عملوا معه بتُهَم فساد، وتبنَّى الديمقراطية شعارًا للبنان. في عام 1988 عندما كان يتولَّى رئاسة الحكومة بالنيابة بعد انتهاء ولاية الرئيس أمين الجميِّل رفض تسليمَ الحكم للحكومة العسكرية التي أنشأها الجميِّل برئاسة قائد الجيش العماد ميشال عَوْن، لأنها لا تضمُّ وزراء من الطوائف الإسلامية، وأصبح بلبنان حكومتان، وكان يُعَد من وجهة نظر الموالين له والمناوئين لعَوْن بأنه يتولى مهمَّة رئيس الدولة بالنيابة. وأسهم إسهامًا مهمًّا في إقرار اتفاق الطائف.

## ولادته وتحصيله
وُلد سليم بن أحمد الحص في منطقة حوض الولاية ببيروت، يوم الجمعة 19 رجب 1348هـ الموافق 20 ديسمبر 1929م. تلقَّى تعليمه في مدارس المقاصد، ثم أكمل دراسته الجامعية في الجامعة الأميركية في بيروت ليحوز شهادة (بكالوريوس) في إدارة الأعمال، و(ماجستير) في الاقتصاد والعلوم السياسية، ثم سافر إلى الولايات المتحدة الأميركية ليحوزَ من جامعة أنديانا شهادة (دكتوراه) في الاختصاص نفسه.

## أعماله ومناصبه

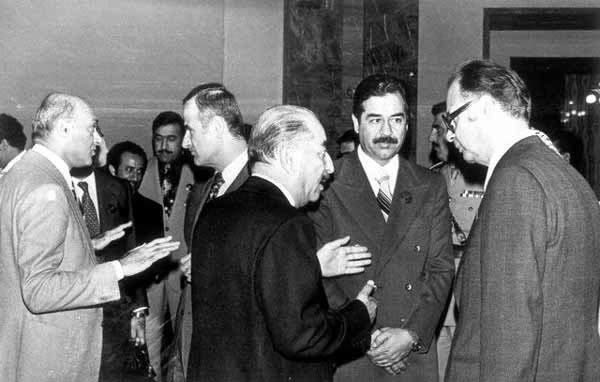
اجتماع الرؤساء العرب عام 1978 في القمة العربية في بغداد. ويظهر في الصورة من اليمين إلى اليسار. سليم الحص؛ رئيس وزراء لبنان.
صدام حسين؛ نائب رئيس العراق.
أحمد حسن البكر؛ رئيس العراق.
حافظ الأسد؛ رئيس سوريا.
فؤاد بطرس؛ وزير خارجية لبنان.

### رئيسًا للحكومة
- من 9 ديسمبر 1976 إلى 16 يوليو 1979، في عهد الرئيس إلياس سركيس.
- من 16 يوليو 1979 إلى 25 أكتوبر 1980، في عهد الرئيس إلياس سركيس.
- من 1 يونيو 1987، رئيسًا للحكومة بالوكالة بعد اغتيال رئيسها رشيد كرامي، في عهد الرئيس أمين الجميِّل.
- من 25 نوفمبر 1989 إلى 24 ديسمبر 1990، في عهد الرئيس إلياس الهراوي.
- من 4 ديسمبر 1998 إلى 26 أكتوبر 2000، في عهد الرئيس إميل لحود.

### وزيرًا في الحكومة
- وزير للصناعة والنفط من 9 ديسمبر 1976 إلى 3 فبراير 1977، في حكومته بعهد الرئيس إلياس سركيس.
- وزير للإعلام ووزير للاقتصاد والتجارة من 9 ديسمبر 1976 إلى 16 يوليو 1979، في حكومته بعهد الرئيس إلياس سركيس.
- وزير للتربية الوطنية والفنون الجميلة ووزير للعمل من 30 أبريل 1984 في حكومة الرئيس رشيد كرامي في عهد أمين الجميِّل.
- وزير للخارجية وللمغتربين من 25 نوفمبر 1989 إلى 24 ديسمبر 1990، في حكومته بعهد الرئيس إلياس الهراوي.
- وزير للخارجية ووزير للمغتربين من 4 ديسمبر 1998 إلى 26 أكتوبر 2000، في حكومته بعهد الرئيس إميل لحود.

### نائبًا في البرلمان
انتُخب عام 1992 نائبًا عن بيروت، وأُعيد انتخابه عام 1996 عن نفس المقعد حتى عام 2000، عندما خسر بالانتخابات بوجه القائمة التي شكَّلها الرئيس رفيق الحريري.

## نشاطاته
- عضو عمدة دار الأيتام الإسلامية.
- عضو مجلس أمناء صندوق العون القانوني للفلسطينيين 2003.
- الأمين العام لمنبر الوحدة الوطنية 2005.
- رئيس مجلس أمناء المنظمة العربية لمكافحة الفساد 2005.
- عضو مجلس أمناء المؤسسة العربية للديمقراطية 2007.
- عضو المجلس الشرعي الإسلامي الأعلى.
- عضو مجلس أمناء جامعة المنار في طرابلس (مؤسسة رشيد كرامي للتعليم العالي).

## حياته الأسرية
تزوَّج سيدة نصرانية من بلدة دير القمر اسمها ليلى فرعون، أسلمت قبل أشهر من وفاتها عام 1990. ولهما ابنةٌ وحيدة اسمها وداد سليم الحص، تعمل مديرة في «إنترناشيونال كوليج» إحدى أرقى الكليات في لبنان.

## مؤلفاته
- The Development of Lebanon's Financial Market (بيروت، 1974).
- نافذة على المستقبل (بيروت، 1981).
- Lebanon : Agony & Peace (لبنان المعاناة والسلم) بالإنكليزية (بيروت، 1982).
- لبنان على المفترق (بيروت، 1983).
- نقاط على الحروف (بيروت، 1987).
- حرب الضحايا على الضحايا (بيروت، 1988).
- على طريق الجمهورية الجديدة (بيروت، 1991).
- عهد القرار والهوى (بيروت، 1991).
- زمن الأمل والخيبة (بيروت، 1992).
- ذكريات وعِبَر (بيروت، 1994).
- للحقيقة والتاريخ (بيروت، 2000).
- محطات وطنية وقومية (بيروت، 2002).
- نحن والطائفية (بيروت، 2003).
- عصارة العمر (بيروت، 2004).
- صوتٌ بِلا صدى (بيروت، 2004).
- تعالوا إلى كلمة سواء (بيروت، 2005).
- سلاح الموقف (بيروت، 2006).
- في زمن الشدائد لبنانيًا وعربيًا (بيروت، 2007).
- ما قلَّ ودلَّ (بيروت، 2008).

### مقالاته
نشر عشرات المقالات في صحيفة «النهار»، وصحيفة «السفير» التي احتجَبَت، و«الخليج» الإماراتية، و«العرب اليوم»، بثَّ فيها بعض رؤاه وخبراته واستنتاجاته، في ميادين السياسة والاقتصاد التي يبدو فيها حاملًا قلم النقد الذاتي، والمعارضة الهادفة إلى التصحيح، مع رفض العراك الطائفي والمذهبي المتواصل في لبنان.

## من أقواله
- «أوَّلُ الثوابت في السياسة اللبنانية أن لا ثوابتَ فيها».
- «إنني من المؤمنين بأن الإصلاح لا يتحقَّق إلا في ظلِّ قيادة استثنائية، أو برأيٍ عامٍّ ضاغط، ولا مردَّ للتغيير في حال تقاطُع الظاهرتَيْن».
- «لا حقَّ للقوَّة أمام قوَّة الحق».
- «تعلَّمنا من التجارِب أن الحقيقة تُعمِّر، أما نصف الحقيقة فيدمِّر».
- «إن خُيِّرتُ بين أن أكونَ قاتلًا أو أن أكونَ مقتولًا، فإنني أختار أن أكونَ القتيل، وإن خُيِّرتُ بين أن أكونَ معذَّبًا أو معذِّبًا فإنني أؤثرُ أن أكونَ معذَّبًا. إن أعظم العقوبات هو الندم ووخز الضمير».
- «العولمة لعبة متوحِّشة لا ترحم، يتبارى فيها الكبار، ولا حسابَ فيها للصغار».[8]

## وفاته
توفي سليم الحص يوم الأحد 21 صفر 1446هـ الموافق 25 أغسطس (آب) 2024م، عن عمر ناهز الرابعة والتسعين.

## وصلات خارجية
- سليم الحص على موقع مونزينجر (الألمانية)